# Gonomyia omogoensis
Gonomyia omogoensis là một loài ruồi trong họ Limoniidae. Chúng phân bố ở miền Cổ bắc.